# Usinsk
Usinsk (rusky Усинск, komijsky Ускар – Uskar) je město v Komijské republice v Ruské federaci. Při sčítání lidu v roce 2010 mělo přes čtyřicet tisíc obyvatel. Je správním střediskem stejnojmenného městského okruhu.

## Poloha a doprava
Usinsk leží v západním předhůří Polárního Uralu zhruba pět kilometrů severně od pravého břehu Usy (přítoku Pečory). Přímo na břehu Usy přitom leží sídlo městského typu Parma, které pod Usinsk ze správního hlediska spadá. Zhruba deset kilometrů západně od Usinsku protéká ze severu k jihu Kolva, přítok Usy. Sama Usa se vlévá do Pečory zhruba třicet kilometrů západně od Usinsku. Od města Pečory je Usinsk vzdálen přibližně sto kilometrů severně, od Syktyvkaru, hlavního města Komijské republiky, přibližně 750 kilometrů severovýchodně.
Od roku 1980 je město zapojeno do železniční sítě 108 kilometrů dlouhou tratí připojující se na jihu ve stanici Syňa k Pečorské dráze vedoucí z Konoši přes Kotlas do Vorkuty.

## Dějiny
Usinsk byl založen v roce 1966 za účelem těžby ropy. Městem je od roku 1984.

### Rodáci
- Valerij Jakovlevič Leonťjev (* 1949), zpěvák